# Gubel
Gubel är en kulle i Schweiz.   Den ligger i kantonen Uri, i den östra delen av landet, 110 km öster om huvudstaden Bern. Toppen på Gubel är 1 372 meter över havet, eller 18 meter över den omgivande terrängen. Bredden vid basen är 0,19 km.
Terrängen runt Gubel är huvudsakligen bergig, men norrut är den kuperad. Närmaste större samhälle är Muotathal, 15,7 km nordväst om Gubel. 
Trakten runt Gubel består i huvudsak av gräsmarker. Runt Gubel är det glesbefolkat, med 8 invånare per kvadratkilometer.